# Rodrigo Vázquez
Rodrigo Vázquez Rodríguez (Orense, 20 de noviembre de 1987) es un periodista y presentador de televisión.

## Biografía
Licenciado en Periodismo por la Universidad de Santiago de Compostela (USC), comenzó su carrera como periodista en 2008.
Inicia su camino profesional en los informativos de la Televisión de Galicia en el año 2008 donde trabaja en numerosos ámbitos y, en especial, en la sección de deportes. Al tiempo, colabora en los espacios O agro y Labranza, en los que se ofrecen reportajes y noticias sobre el mundo agrario de Galicia. Seguidamente, desarrolla la actividad radiofónica en los micrófonos de Radio Galega durante dos años. 
En 2014 debuta como presentador en el programa Aquí Galicia, un espacio que recorre las fiestas que se celebran en la comunidad gallega los fines de semana. Su rostro se hace rápidamente popular entre los espectadores por su gran naturalidad y tan solo un año después, la cadena le ofrece conducir Oh Happy Day la adaptación del programa musical de TV3. Desde entonces, siempre ligado a TVG, ha estado al frente de O País máis grande do mundo y Verbenalia. Después afrontó el reto de capitanear el concurso de sobremesa Ti verás en el canal autonómico gallego, por el que logró el Mestre Mateo a mejor comunicador. También se ha encargado de retransmitir las campanadas de fin de año  en TVG dando la bienvenida a 2018 desde la plaza del Obradoiro en Santiago de Compostela. En 2021, recogió su segundo Mestre Mateo por conducir el programa de variedades Quen anda aí? junto con Roberto Vilar.
En 2022 ficha por TVE para sustituir a Ion Aramendi como presentador de la octava temporada del concurso El cazador. Un año más tarde conduce otro concurso para TVE, Todos contra 1, junto a Raúl Gómez. En febrero de 2023 copresenta junto a Inés Hernand y Mónica Naranjo, la segunda edición del Benidorm Fest.

## Vida personal
Vázquez vive entre Madrid y Galicia. En su tiempo libre toca la guitarra y es un aficionado del deporte, siendo hincha del R.C. Deportivo de La Coruña.

## Trayectoria en radio y televisión

### Televisión
| Año           | Programa                    | Canal                 | Notas       |
| ------------- | --------------------------- | --------------------- | ----------- |
| 2008-2013     | Telexornal                  | Televisión de Galicia | Presentador |
| 2014-2015     | Aquí Galicia                | Televisión de Galicia | Presentador |
| 2015          | Oh Happy Day                | Televisión de Galicia | Presentador |
| 2015-2016     | O País máis grande do mundo | Televisión de Galicia | Presentador |
| 2016          | Verbenalia                  | Televisión de Galicia | Presentador |
| 2017-2020     | Ti verás                    | Televisión de Galicia | Presentador |
| 2017-2018     | Campanadas Fin de Año       | Televisión de Galicia | Presentador |
| 2018-2019     | Gala especial de Nochevieja | Televisión de Galicia | Presentador |
| 2020-2022     | Quen anda aí?               | Televisión de Galicia | Presentador |
| 2022-presente | El cazador                  | La 1                  | Presentador |
| 2022          | La Noche de los Cazadores   | La 1                  | Presentador |
| 2022          | Mapi                        | La 1                  | Invitado    |
| 2022          | Benidorm Fest: Los Elegidos | La 1                  | Presentador |
| 2023          | Benidorm Fest 2023          | La 1                  | Presentador |
| 2023          | Todos contra 1              | La 1                  | Presentador |
| 2023          | El puente de las mentiras   | La 1                  | Invitado    |
| 2023          | Telepasión 2023             | La 1                  | Presentador |
| 2024          | El cazador Stars            | La 1                  | Presentador |

### Radio
- Informativos (2010-2011), en Radio Galega.

## Premios y reconocimientos
2016
- Nominación a los Premios Mestre Mateo a mejor comunicador.

2017
- Nominación a los Premios Mestre Mateo a mejor comunicador.

2018
- Nominación a los Premios Mestre Mateo a mejor comunicador.

2019
- Ganador de los Premios Mestre Mateo a mejor comunicador.

2020
- Nominación a los Premios Mestre Mateo a mejor comunicador.

2021
- Ganador de los Premios Mestre Mateo a mejor comunicador.

2022
- Nominación a los Premios Mestre Mateo a mejor comunicador.